# 蔊菜白粉菌
蔊菜白粉菌（学名：Erysiphe rorippae）是属于白粉菌目白粉菌科白粉菌属的一种真菌，寄生在细子焊菜上。该种分布于中国。